# 中科大飯店

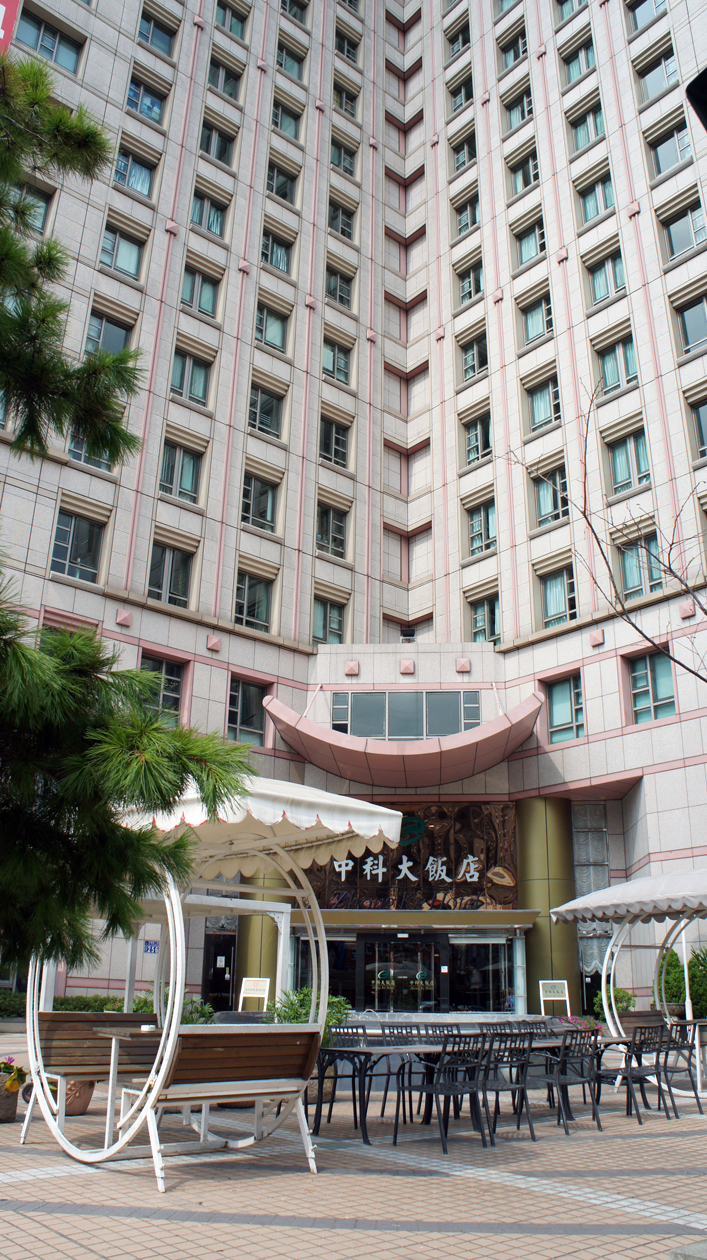
崇德路旁的中科大飯店

中科大飯店為台中市的國際日式商務旅館，位於台中市北屯區崇德路上，與臺中市立崇德國民中學隔著崇德路相對。建物租用台糖所有之台中崇德大樓，樓高19層，房間總數有二百間。2006年取得中華建築中心認證的防火標章；目前經中華民國交通部觀光局星級旅館評鑑為三星級飯店，目前由海灣國際開發集團營運。

## 週邊環境
- 台中823紀念公園
- 民俗公園
- 家樂福崇德店
- 台中洲際棒球場

## 交通
臺中市公車
- 台中客運：71、72、131、132
- 仁友客運：105
- 全航客運：58、65
- 豐原客運：12（與台中客運和全航客運聯合經營）

臺中捷運
- 綠線：文心崇德站

## 外部連結
- 中科大飯店（页面存档备份，存于）
- 中科大飯店 臺灣旅宿網 （页面存档备份，存于）